# Cartilage hyalin
 (juin 2013).
Si vous disposez d'ouvrages ou d'articles de référence ou si vous connaissez des sites web de qualité traitant du thème abordé ici, merci de compléter l'article en donnant les références utiles à sa vérifiabilité et en les liant à la section « Notes et références ».
Le cartilage hyalin contient des glycoaminoglycanes (GAG) dont  l'acide hyaluronique. On le retrouve au niveau des surfaces articulaires composées de liquide synovial produit par les histiocytes et les fibroblastes. 

## Caractéristiques
Un déficit en histiocytes et fibroblastes favorise donc l'arthrose et également l'apparition de rhumatismes articulaires, les cellules de cartilage (chondrocytes) y sont volumineuses, et la matrice extracellulaire abondante. Les fibres de collagène II et XI forment un réseau à larges mailles, invisible au microscope photonique. La vascularisation et l'innervation sont inexistantes : le chondrocyte se nourrit par imbibition à partir de l'os sous-chondral. Le chondrocyte secrète les molécules de la substance intercellulaire, des cytokines, des enzymes capables de dégrader la matrice. Elles présentent des récepteurs hormonaux à des hormones de croissance hypophysaire, à la thyroxine, à la testostérone et d'autres hormones sexuelles. Chez l'Homme adulte, il existe plusieurs sous-types de cartilages hyalins :
- le « cartilage hyalin articulaire » se trouve à la surface des articulations mobiles de type synoviale (avec une capsule synoviale) en continuité du périoste de l'os. On le retrouve, par exemple, dans le genou ;
- le cartilage hyalin non-articulaire, est quant à lui présent dans :
  - la cloison nasale séparant les deux fosses nasales,
  - les cartilages thyroïde, cricoïde,
  - les anneaux des grosses bronches et de la trachée,
  - l'extrémité des côtes ainsi que les deux côtes flottantes.

À la naissance, certains os sont constitués en partie de ce type de cartilage. Puis, au fur et à mesure des années, sa proportion dans l'os diminue ; à la puberté il ne reste plus que les cartilages de conjugaison au niveau des os longs. Ceux-ci disparaîtront à la fin de la croissance.